# John Bicourt

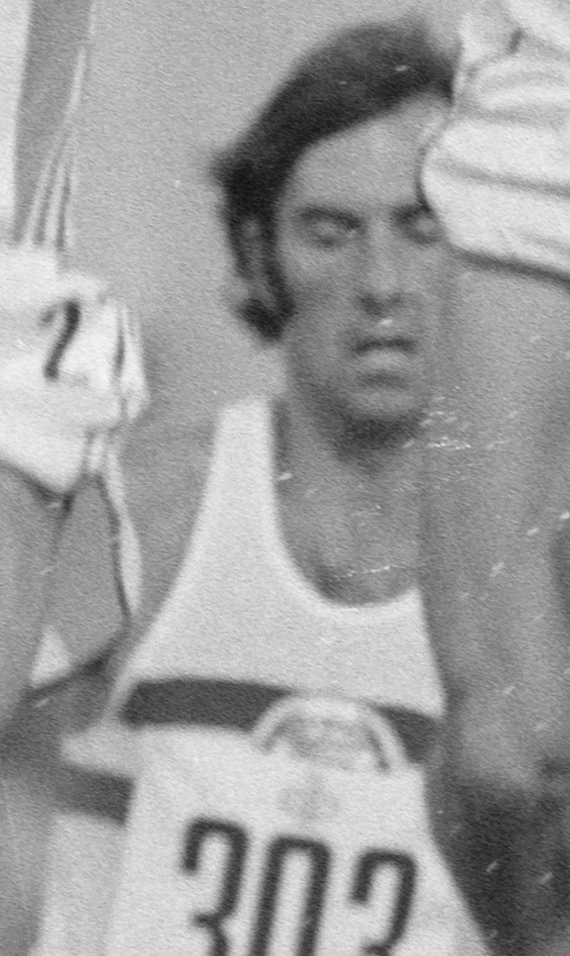
John Bicourt bei den Leichtathletik-Europameisterschaften 1974 in Rom

John Bicourt (John Peter Bicourt; * 25. Oktober 1945 im London Borough of Wandsworth; † 16. Januar 2023) war ein britischer Hindernisläufer.
Bei den Olympischen Spielen 1972 in München schied er über 3000 m Hindernis im Vorlauf aus.
1974 wurde er bei den British Commonwealth Games in Christchurch für England startend Vierter. Bei den Leichtathletik-Europameisterschaften in Rom scheiterte er in der ersten Runde.
Bei den Olympischen Spielen 1976 in Montreal kam er erneut nicht über den Vorlauf hinaus.
Seine persönliche Bestzeit von 8:22,82 min stellte er am 8. Juni 1976 in Stockholm auf.